# بقايا دولة

بقايا دولة هي ما تبقى من دولة ذات حجم أكبر بكثير، تُرك فيها إقليم صغير من أعقاب الانفصال، أو الضم العسكري، أو الاحتلال، أو إنهاء الاستعمار، أو الانقلاب الناجح، أو الثورة على جزء من أراضيها السابقة. في الحالة الأخيرة، تتوقف الحكومة عن الذهاب إلى المنفى لأنها ما تزال تسيطر على جزء من أراضيها السابقة.

## أمثلة

### التاريخ القديم
- نجت مملكة سواسون من الخسائر الإقليمية التي لحقت بالإمبراطورية الرومانية الغربية في عام 476 تحت حكم أغيديوس، الذي عينه الإمبراطور ماجوريان عام 458 ليحكم المنطقة. ثم سقطت المملكة على ملك فرانكس كلوفيس الأول في عام 486.[2]
- الإمبراطورية السلوقية في سوريا بعد أن فقدت معظم أراضيها أمام الإمبراطورية الفرثية.[3]

### تاريخ ما بعد الكلاسيكية
- في عام 534، تفككت وي الشمالية إلى وي الشرقية وَوي الغربية.
- كانت ليانغ الغربية بقايا دولة لسلالة ليانغ الحاكمة، بعد أن فرضت سلالة تشن الجنوبية سيطرتها على جزء كبير من أراضي ليانغ السابقة.
- بعد تولي سلالة جين الحاكمة السيطرة على شمال الصين، كانت سونغ الجنوبية موجودة باعتبارها بقايا دولة سونغ الشمالية.[4]
- بعد أن فرضت سلالة مينغ الحاكمة سيطرتها على الصين نفسها، تراجعت مملكة يوان إلى هضبة منغوليا وبقيت باعتبارها بقايا دولة تسمى يوان الشمالية.[5]
- بعد أن تولت سلالة تشينغ الحاكمة السيطرة على معظم مناطق الصين، نجت أسرة مينغ باعتبارها بقايا دولة تسمى مينغ الجنوبية.[6]
- بعد أن استولت سلطنة مادوراي على معظم مناطق بانديا نادو، والتي استولت عليها إمبراطورية فيجاياناغارا في وقت لاحق، شكلت ولاية باندياس الجنوبية بقايا دولة من عام 1330 إلى عام 1422 في عهدتي تيرونلفلي وذوثوكودي المعاصرين، إلى جانب مناطق معينة من غاتس الغربية. إذ فقدوا أراضيهم وحكموها من منطقة تنكاسي، حيث تشكلت تنكاسي باندياس باعتبارها بقايا دولة هناك حتى عام 1623.
- أسفر نهب القسطنطينية في عام 1204 خلال الحملة الصليبية الرابعة عن تقسيم الإمبراطورية البيزنطية وتأسيس الإمبراطورية اللاتينية على معظم أراضيها. شملت بقايا الدولة البيزنطية إمبراطورية طرابزون، وديسبوتية إبيروس، وإمبراطورية نيقية، التي استعادت في نهاية المطاف السيطرة على القسطنطينية وإبيروس، ولفترة معينة، أعادت تأسيس الإمبراطورية البيزنطية.[6]